# Coll de Dama Rimada
Coll de Dama Rimada es un cultivar de higuera de tipo higo común Ficus carica, unífera de higos de epidermis con variegación con color de fondo blancuzco amarillo claro verdoso con sobre color rayas longitudinales verde claro. Se cultiva en la colección de higueras de Montserrat Pons i Boscana en Llucmajor, Islas Baleares.

## Sinonimia
- „Coll de Dama Pintada“ en las Islas Baleares,[4][6][7]

## Historia
Actualmente la cultiva en su colección de higueras baleares Montserrat Pons i Boscana, rescatada de un ejemplar o higuera madre localizada en "son Font Garrover" de Pere Campins en el término de Mancor del Valle entre olivos milenarios y a una considerable altura.
La variedad 'Coll de Dama Rimada' se denomina así por la forma aperada de la Coll de Dama y las rayas longitudinales propias de las variedades rimadas.

## Características
La higuera 'Coll de Dama Rimada' es una variedad unífera de tipo higo común. Árbol de desarrollo mediano alto, con copa redondeada y de ramaje bastante claro. Sus hojas de 5 y 1 lóbulos son la mayoría y de 3 lóbulos pocas. Sus hojas con dientes presentes y márgenes serrados muy finos. 'Coll de Dama Rimada' tiene desprendimiento poco sensible de higos, y un rendimiento productivo bastante elevado y periodo de cosecha muy largo por cada árbol. La yema apical cónica de color verde amarillento.
Los frutos 'Coll de Dama Rimada' son higos de un tamaño de longitud x anchura:46 x 58 mm, de forma de pera, que presentan unos frutos medianos de unos 44,560 gramos en promedio, de epidermis con variegación de consistencia dura, grosor de la piel grueso, con color de fondo blancuzco amarillo claro verdoso con sobre color rayas longitudinales verde claro. Ostiolo de 2 a 4 mm con escamas pequeñas rosadas. Pedúnculo de 0 a 2 mm cilíndrico verde claro. Grietas ausentes o reticulares muy finas. Costillas  marcadas. Con un ºBrix (grado de azúcar) de 28 muy dulce y sabroso, con color de la pulpa rojo pálido, con pocos aquenios pequeños. Con cavidad interna grande. Son de un inicio de maduración sobre el 6 de septiembre al 24 de octubre. De rendimiento por árbol elevado.
Se usa como higos frescos para alimentación humana. Frescos y secos para alimentación animal. Producción elevada. Son de buena resistencia a las lluvias y rocíos, y al transporte . Muy poco sensibles a la apertura del ostiolo, y al desprendimiento.

## Cultivo
'Coll de Dama Rimada', se utiliza higos frescos para alimentación humana. Los higos en fresco y seco para consumo animal (ganado porcino y ovino). Se está tratando de recuperar de ejemplares cultivados en la colección de higueras baleares de Montserrat Pons i Boscana en Llucmajor.